# Bonga Kuenda

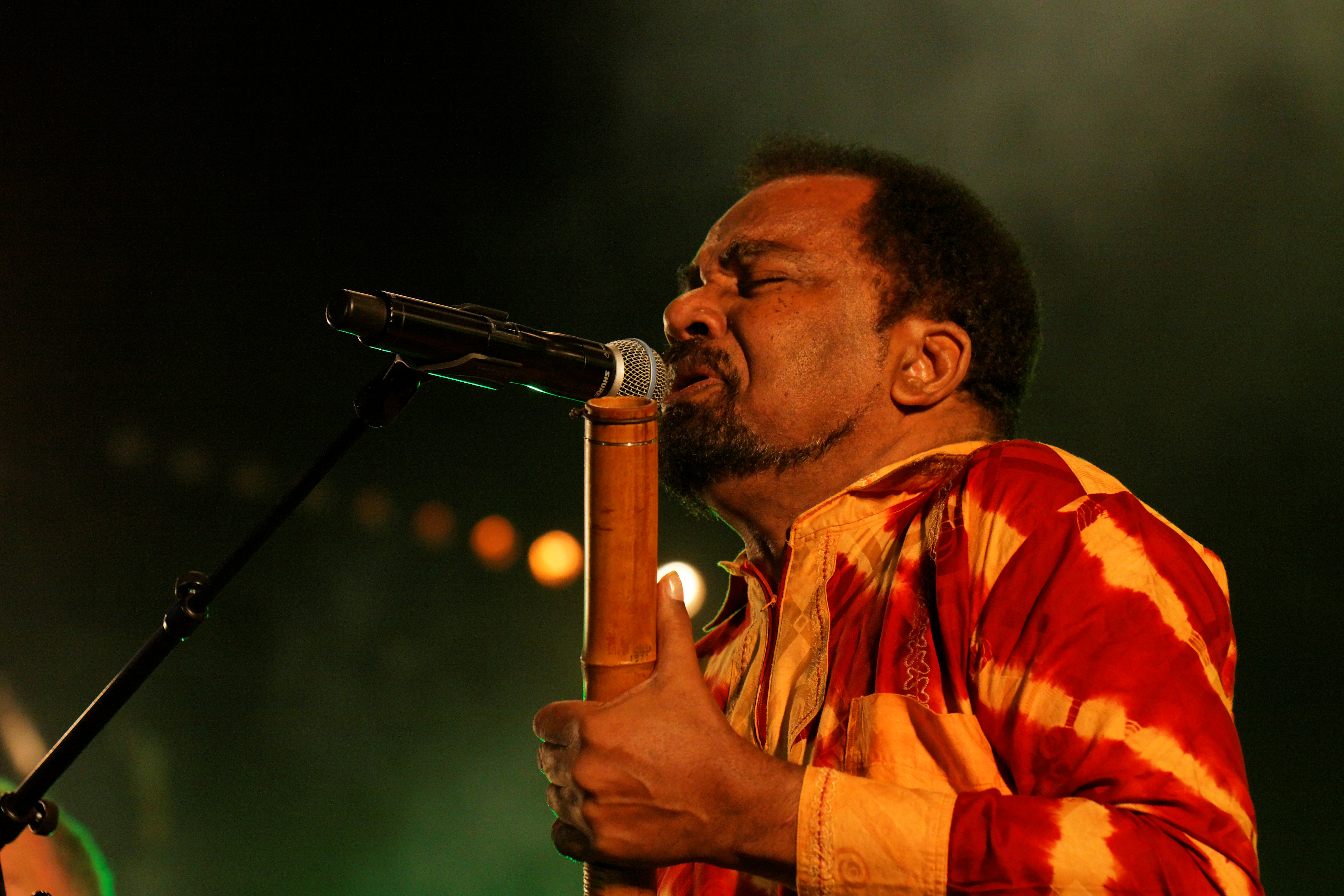
Bonga Kuenda

Bonga Kuenda, besser bekannt als Bonga (* 5. September 1942 in Kipiri, Provinz Bengo als José Adelino Barceló de Carvalho) ist ein angolanischer Popsänger und Liedschreiber.

## Leben
Bonga ist von portugiesischer und afrikanischer Abstammung; er wurde als José Adelino Barceló de Carvalho geboren. Seine Gesangskarriere begann er bereits mit 15 Jahren. Er verließ Angola mit 23 Jahren, um Athlet zu werden, und wurde angolanischer Rekordhalter über die 400-Meter-Strecke. 
Bonga gab die Leichtathletik 1972 auf und konzentrierte sich auf seine Musik. Er wurde in seinem Geburtsland sofort bekannt, genauso wie in Portugal, wo er ein Star nicht nur für die Immigranten aus den Exkolonien wurde, sondern auch für Portugiesen europäischer wie afrikanischer Abstammung. Er produzierte über 30 Alben, sang auf Portugiesisch wie in traditionellen angolanischen Sprachen. Seine Aufnahmen sind eine Mischung aus portugiesischem Folk-Sound, Semba, Kizomba und lateinamerikanischen Elementen.
Als Angola noch eine portugiesische Kolonie war, war Bonga ein Anhänger der Unabhängigkeit. Das führte dazu, dass er in den frühen 1970er-Jahren ins Exil gehen musste. Zu dieser Zeit veröffentlichte er sein erstes Album, Angola 1972.
Damals herrschte in Portugal das repressive rechtsautoritäre Salazar-Regime. Angolaner wurden diskriminiert, insbesondere wurde ihre Reisefreiheit eingeschränkt. Im Allgemeinen wurde ihnen die portugiesische Staatsangehörigkeit verwehrt. Bongas Status als Leichtathlet ermöglichte ihm eine gewisse Bewegungsfreiheit, die er nutzte, um Botschaften zwischen exilierten Freiheitskämpfern und noch in Angola befindlichen Landsleuten zu befördern. Als sich die Unabhängigkeitskämpfe verstärkten, wurde Bonga ins Exil nach Rotterdam gezwungen, wo er 1972 seine erste Plattenaufnahme Angola 72 produzierte und den Namen Bonga Kuenda annahm. In Angola wurde wegen der aufrührerischen Reime seines Albums eine Belohnung zu seiner Ergreifung ausgesetzt, so dass er zwischen Deutschland, Belgien und Frankreich nomadisieren musste, bis zur Unabhängigkeit Angolas von Portugal 1975. Während seiner Zeit in Europa traf Bonga auf andere Portugiesisch-sprechende Musiker und integrierte auch noch den Samba in seinen bereits vielseitigen Musikstil.
Nach der Unabhängigkeit versammelte die angolanische Regierung die besten Solisten und gründete und unterstützte ein Orchester mit dem Namen Semba Tropical. Die Absicht war, die zerstörte Musikproduktion wiederzubeleben, wie es ein Ministeriumssprecher während einer Europa-Tour der Band Mitte der 80er-Jahre beschrieb:

„Wir hatten große Schwierigkeiten wegen unseres Unabhängigkeitskrieges. Als die Portugiesen abzogen, zerstörten sie grundlegende Strukturen, indem sie Ausrüstung demolierten und sabotierten, und wir mussten beim Nullpunkt beginnen. Nach der Unabhängigkeit gab es überhaupt keine Bands. Die, die sich gebildet hatten, konnten nicht spielen, weil sie keine Instrumente hatten.“

## Diskografie
- Angola 72 (1972)
- Angola 74 (1974)
- Raízes (1975)
- Angola 76 (1976)
- Racines (1978)
- Kandandu (1980)
- Kualuka Kuetu (1983)
- Marika (1984)
- Sentimento (1985)
- Massemba (1987)
- Reflexão (1988)
- Malembe Malembe (1989)
- Diaka (1990)
- Jingonça (1991)
- Pax Em Angola (1991)
- Gerações (1992)
- Mutamba (1993)
- Tropiclíssimo (1993)
- Traditional Angolan Music (1993)
- Fogo na Kanjica (1994)
- O Homem do Saco (1995)
- Preto e Branco (1996)
- Roça de Jindungo (1997)
- Dendém de Açúcar (1998)
- Falar de Assim (1999)
- Mulemba Xangola (2001)
- Kaxexe (2003)
- Maiorais (2004)
- Bairro (2008)
- Hora Kota (2011)
- Recados de Fora (2016)

## Sampler
- Angola (1988)
- Paz em Angola (1991)
- Katendu (1993)
- 20 Sucessos de Ouro (1995)
- Best Of Bonga (2009)

## Live-Aufnahmen
- Swinga Swinga (1996)
- DVD: Bonga ao vivo (2004)
- Bonga Live (2005)